# Силван (Дијабакир)
Силван (турски: Silvan, Османски турски: ميا فارقين‎ Мејафарикин,
арапски: ميافارقين‎‎, Меиафаракин или Мајафарикин;јерменски: Նփրկերտ, Np'rkert; грчки: Mαρτυρόπολις, Мартирополис; курдски: Фаркин; сиријски: ܡܝܦܪܩܝܛ‎, Мајперкит) је град у провинцији Дијабакир која се налази у данашњој Турској. Град данас броји 41,451. становника.

## Историја
Силван је идентификован од стране неколико научника као једана од две могуће локације (друга је Арзан) од Тигранакерт (Тигранокерта), старе престонице Краљевине Јерменије, који је подигао краљ Тигран Велики (владао 95-55 п. н. е.) и који по њему понео име у његову част.

### Римски период
Године 69 п. н. е, војску Римске републике поразиле су трупе краља Тиграна у бици код Тигранокерта. Град је изгубио свој значај који је уживао као богати центар за трговину и хеленистичке културе у наредним деценијама. У 387 н.е, потписивањем Мира Ацилисене, Тигранакерт је постао саставни део Византијског царства.

### Дијацеза Мартирополис
Око 400 ЦЕ, епископ у граду, Марут (касније, саинт Марутас), донео је велики број реликвија када се вратио из Сасанидске Персије. То су били остаци хришћанских мученика прогоњених под Сасанидском влашћу. Из тог разлога је преименована Мартирополис, "Град мученика." Након реформи Јустинијана I (527-565 правило), град је постао престоница провинције Четврта Јерменија. Град је претрпео велика оштећења у бици код Мартирополиса 588. године, али се убрзо поново опоравио.

### Исламски период
Био је познат под именом Меиафаракин након што су Арапи контролу над овим регионом у 7. веку. Он је gubio на важности током векова тако да је био сведен на мало насељу од 12. веку. Он је био део различитих држава инарода који су се међусобно смењивали као што су Омејади, Абасиди, Бујиди, Марваниди, Селџуци, Шах Армениди, Мардин као део Артукида, Ајубида, Румског Султаната, Илканата, Ак Колунлу, Сафавида и Турака.

### 21. век
Силван је била поприште озбиљних сукоба између Турских владиних снага и Курдске Радничке Партије Курдистана (ПКК) током борбе за отцепљење у августу 2015. Године за време операције Мартир Јалчин (Мученик Јалчин).